# Caloptilia ryukyuensis
Caloptilia ryukyuensis är en fjärilsart som beskrevs av Tosio Kumata 1966. Caloptilia ryukyuensis ingår i släktet Caloptilia och familjen styltmalar. Inga underarter finns listade i Catalogue of Life.